# Аскуделья
Див. також Каталонська кухня.

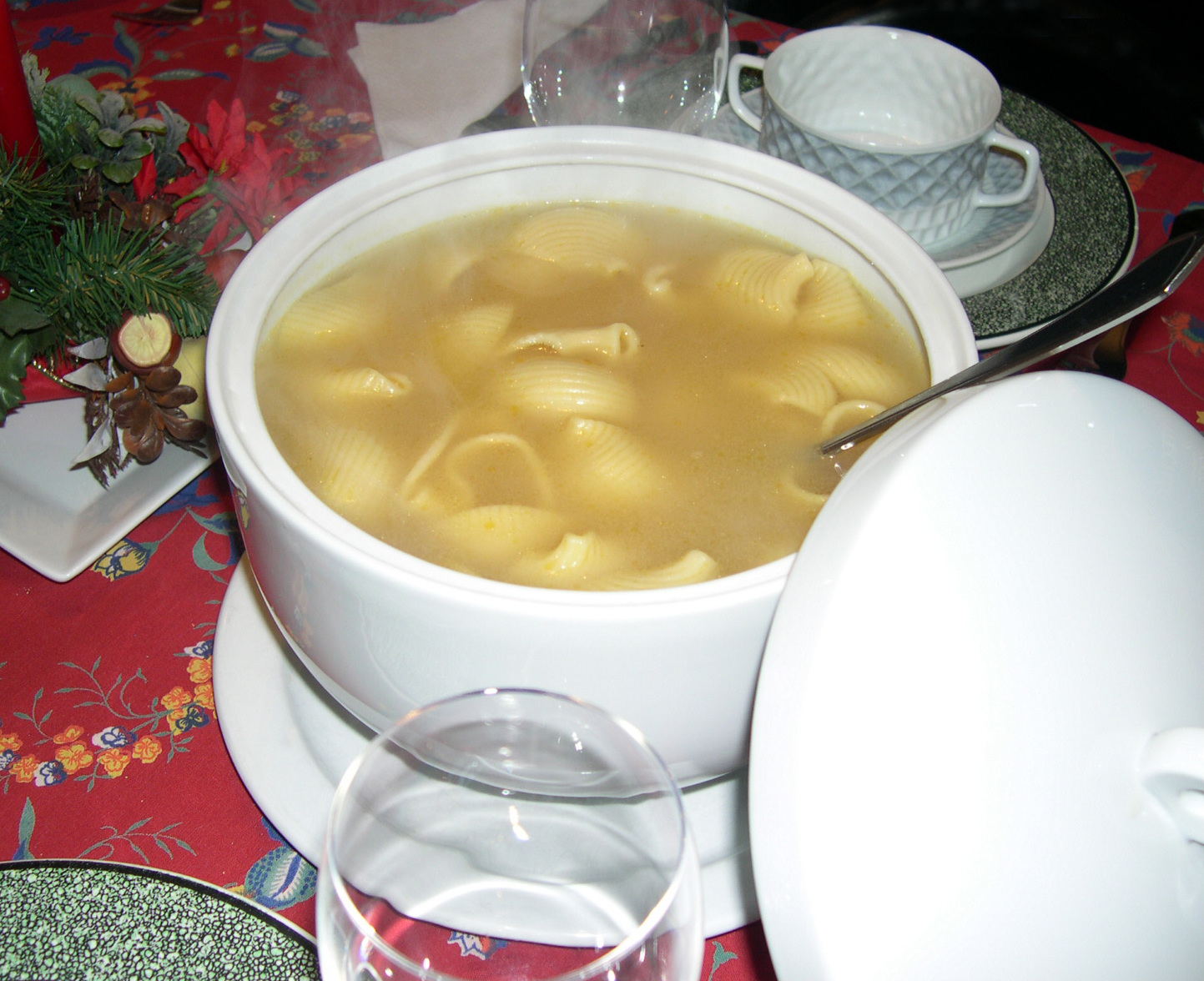

Ескуде́лья або Ескуде́лья та м'я́со з кастру́лі (кат. escudella i carn d'olla, вимова [əskuˈdeʎə i kaɾn ˈdɔʎə]) — типова страва каталонської кухні. 
Ескуделья — національна юшка Каталонії. Після варіння в одній каструлі, м'яса та овочів, м'ясо та овочі подаються на стіл окремо від власне юшки. З юшки варять суп із фаршированих м'ясним фаршем (м'ясо + посічена петрушка + часник) макаронних виробів (великі ракушки) — sopa de galets.
У Валенсії називається пуче́ро-і-піло́тес (кат. putxero i pilotes) або ка́лдо-і-піло́тес (кат. caldo i pilotes).
Один з перших супів в Європі. Франсеск Ашименіс у XIV столітті писав, що каталонці їли його кожного дня.

## Опис
До аскудельї входить пілота, дуже велика фрикаделька, приправлена часником і петрушкою; в неї також кладуть овочі: селеру, капусту, моркву і т. д. в залежності від сезону. Крім того, для приготування можуть використовуватися кістки, ковбаси ботіфаррас й інші види м'яса. В історичні часи страва називалася ескуделья де пажа, туди входили макарони і рис, традиційно його готували по четвергах і неділях.
Ескуделья, як правило, подається як дві страви: власне ескуделья, тобто суп із бульйону з макаронами, рисом або й тим, й іншим. Карн д'олья — все м'ясо, використане в бульйоні, подається після супу в лотку разом з використаними овочами. Коли обидві частини подаються змішаними разом, це називається ескуделья баррехада.
Існує особлива версія цього супу, котрий називається де надаль (різдвяний суп), його часто робять на Різдво. До складу супу входять м'ясо чотирьох різних тварин, пілота, кілька видів овочів і традиційний особливий вид макаронів, відомий як галець, які мають равликоподібну форму й відрізняються значним розміром.